# وارث کریسمس
وارث کریسمس (به انگلیسی: Christmas Inheritance) یک فیلم آمریکایی محصول سال ۲۰۱۷ در ژانر کمدی-درام به کارگردانی ارنی بارباراش می‌باشد. این فیلم در تاریخ ۱۵ دسامبر ۲۰۱۷ توسط نت‌فلیکس منتشر شد.

## بازیگران
- الیزا تیلور ... الن لانگفورد
- جیک لیسی ... جیک کالینز
- اندی مک‌داول ... دبی کالینز
- مایکل خاویر
- نیل کرون ... جیم لانگفورد
- آنتونی شرودا ... عمو زکی لانگفورد / سانتا
- مارتین روچ ... کلانتر پل گرینلاف
- جوآن داگلاس ... کارا چاندلر
- لیندسی لیس ... خانم وورتینگتون
- تیلسا چاندلر
- جان تنچ ... باکستر

## تولید
فیلمبرداری این فیلم در ۲۴ مارس ۲۰۱۷ در شمال بایر انتاریو شروع شد و تولید اصلی آن را در تاریخ ۸ آوریل ۲۰۱۷ آغاز شد.

## پذیرش
در وب‌سایت جمع‌آوری اطلاعات راتن تومیتوز، فیلم دارای امتیاز تأیید ۵۰٪ بر اساس ۶ نظر است و میانگین امتیاز آن ۶٫۲ از ۱۰ است.